# Bi Sheng (Mondkrater)
Bi Sheng ist ein Einschlagkrater auf der Mondrückseite.
Bi Sheng liegt im Norden der erdabgewandten Seite, auf halbem Wege zwischen den größeren Kratern Schwarzschild und Plaskett, nordöstlich von Seares. Die Entfernung zum Nordpol beträgt gut 300 km.
Der Krater ist von einer Vielzahl späterer Einschläge übersät. Der Höhenunterschied zwischen Kraterwall und Kraterboden liegt bei zirka 3,49 km.
Der Krater wurde 2010 von der IAU offiziell nach dem chinesischen Erfinder Bi Sheng benannt.